# Luis Ricardo
Luis Ricardo Silva Umbelino (Goiânia, 21 gennaio 1984) è un calciatore brasiliano, difensore svincolato.

## Caratteristiche tecniche
È un terzino destro.